# Vlag van Eigenbrakel
De vlag van Eigenbrakel is op 7 december 1998 bij raadsbesluit vastgesteld als de vlag van de Waals-Brabantse gemeente Eigenbrakel. De vlag kan als volgt worden beschreven:
Twee even lange banen van blauw en van geel met drie gele leeuwen op 2 en 1 in de blauwe baan geplaatst.
De vlag werd pas op 30 april 1999 bevestigd door de Franse Gemeenschapsregering. De kleuren en de leeuwen komen uit het gemeentewapen.